# Rudolf Renggli
Rudolf Renggli (?, 1938. szeptember 6. –) svájci nemzetközi labdarúgó-játékvezető. Ismert neve Rudolf "Ruedi" Renggli.

## Pályafutása

### Nemzeti kupamérkőzések
Vezetett Kupa-döntők száma: 1.

#### Svájci Kupa
A svájci JB elismerve szakmai felkészültségét megbízta a döntő találkozó koordinálásával.
| Időpont         | Helyszín               | Mérkőzés típusa      | Mérkőzés                   | Eredmény | Nézők száma |
| --------------- | ---------------------- | -------------------- | -------------------------- | -------- | ----------- |
| 1979. június 4. | Wankdorf Stadion, Bern | döntő első találkozó | Servette FC–BSC Young Boys | 1 : 1    | 35 000      |

### Nemzetközi játékvezetés
A Svájci labdarúgó-szövetség Játékvezető Bizottsága (JB) 1978-ban terjesztette fel nemzetközi játékvezetőnek, a Nemzetközi Labdarúgó-szövetség (FIFA) bíróinak keretébe. Több nemzetek közötti válogatott és klubmérkőzést vezetett. A svájci nemzetközi játékvezetők rangsorában, a világbajnokság-Európa-bajnokság sorrendjében többedmagával a 18. helyet foglalja el 2 találkozó szolgálatával. Az aktív nemzetközi játékvezetéstől 1981-ben búcsúzott el.

#### Világbajnokság
A világbajnoki döntőhöz vezető úton Spanyolországba a XII., az 1982-es labdarúgó-világbajnokságra a FIFA JB játékvezetőként alkalmazta.
| Időpont            | Helyszín             | Mérkőzés típusa           | Mérkőzés         | Eredmény | Nézők száma |
| ------------------ | -------------------- | ------------------------- | ---------------- | -------- | ----------- |
| 1980. november 15. | Prater Stadion, Bécs | előselejtező (1. csoport) | Ausztria–Albánia | 5 : 0    | 31 000      |

#### Európa-bajnokság
Az európai-labdarúgó torna döntőjéhez vezető úton Olaszországba a VI., az 1980-as labdarúgó-Európa-bajnokságra az UEFA JB játékvezetőként foglalkoztatta.
| Időpont            | Helyszín                    | Mérkőzés típusa           | Mérkőzés         | Eredmény | Nézők száma |
| ------------------ | --------------------------- | ------------------------- | ---------------- | -------- | ----------- |
| 1979. december 22. | Park Stadion, Gelsenkirchen | előselejtező (7. csoport) | NSZK–Törökország | 2 : 0    | 70 000      |

#### Nemzetközi kupamérkőzések

##### Kupagyőztesek Európa-kupája
Az Európai Labdarúgó-szövetség (UEFA) JB megbízásából irányította a selejtező találkozót.
| Időpont           | Helyszín                          | Mérkőzés típusa | Mérkőzés                 | Eredmény | Nézők száma |
| ----------------- | --------------------------------- | --------------- | ------------------------ | -------- | ----------- |
| 1982. október 20. | Santiago Bernabéu Stadion, Madrid | második forduló | Real Madrid CF–Újpest FC | 3 : 1    | 40 000      |